# Horuepeshtaui
Horuepeshtaui ("Celeste distesa [che] illumina le Due Terre"; anche Seba-resit-pet, "Astro meridionale del cielo", Seba-shemsu-en-pet, "Astro seguace del cielo", e Hortashtaui) è una divinità egizia appartenente alla religione dell'antico Egitto. Nella mitologia e nell'astronomia egizie, Horuepeshtaui personificava il pianeta Giove.

## Storia
Horuepeshtaui è associato, in due fonti, al dio-sole Ra; tale accostamento è però improprio, dal momento che Ra avrebbe agito, secondo la credenza egizia, nel pianeta Marte (la sua identificazione totale con l'astro solare non ne impediva quella con un pianeta). Il nome del dio-pianeta compare, assai danneggiato, nella rappresentazione della volta celeste presente dell'Osireion di Abido. Nella formula n°1455 dei "Testi delle piramidi", risalenti all'Antico Regno, Horuepeshtaui è già annoverato fra i luminari celesti. Anche se il nome Horuepeshtaui sembra riferirsi a Horus, l'identificazione di questo dio con la divinità del pianeta Giove appare piuttosto inverosimile: Horus sembra piuttosto legato, nelle vesti di Horkapet, al pianeta Saturno. Il più simile alle caratteristiche di Horuepeshtaui pare invece essere Osiride.

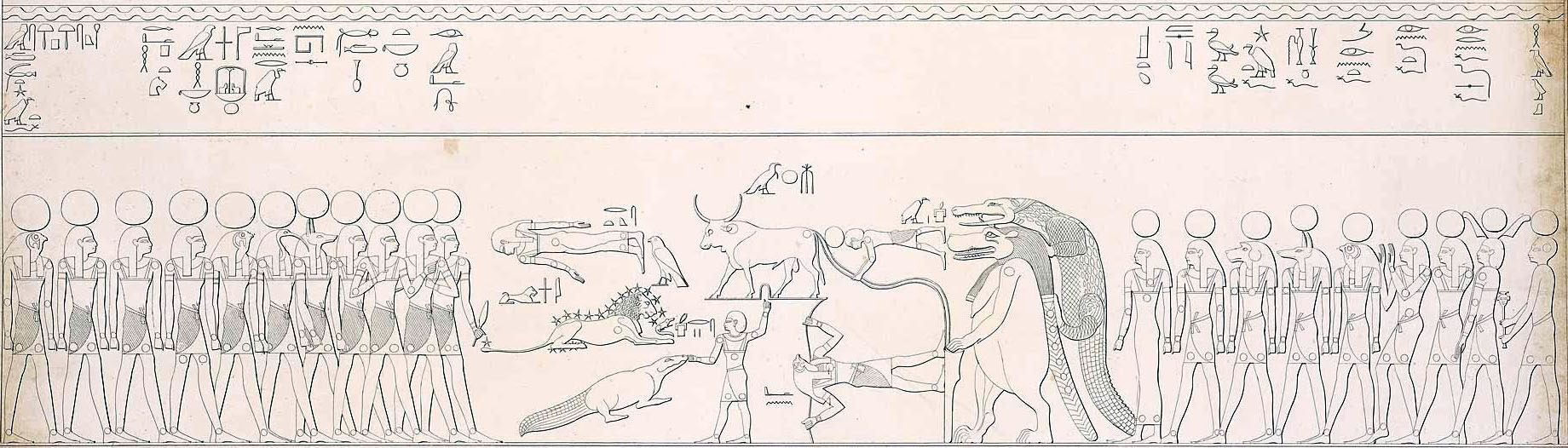
Copia di Karl Richard Lepsius della volta della camera funeraria di Seti I con la riproduzione del cielo, degli astri e delle maggiori costellazioni.

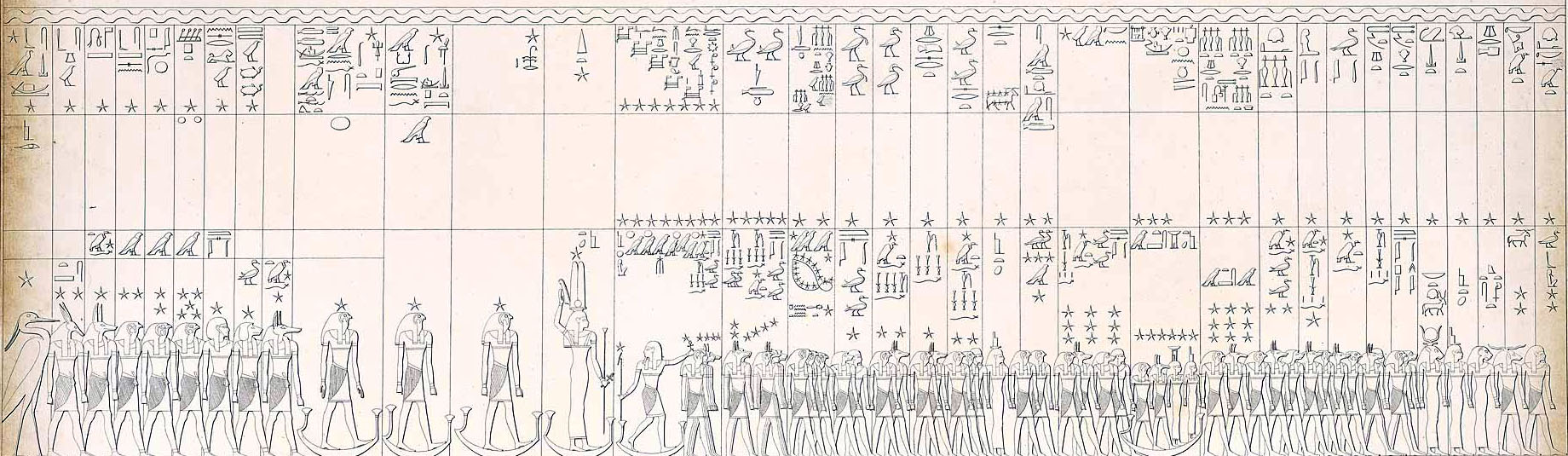
Copia di Karl Richard Lepsius della volta della camera funeraria di Seti I con la riproduzione del cielo, delle 36 "stelle decane" (Baktiu) degli astri e delle maggiori costellazioni.